# Stor galangarot
Stor galangarot (Alpinia galanga) är en enhjärtbladig växtart som först beskrevs av Carl von Linné, och fick sitt nu gällande namn av Carl Ludwig von Willdenow. Stor galangarot ingår i släktet Alpinia och familjen Zingiberaceae. Inga underarter finns listade i Catalogue of Life.

## Bildgalleri

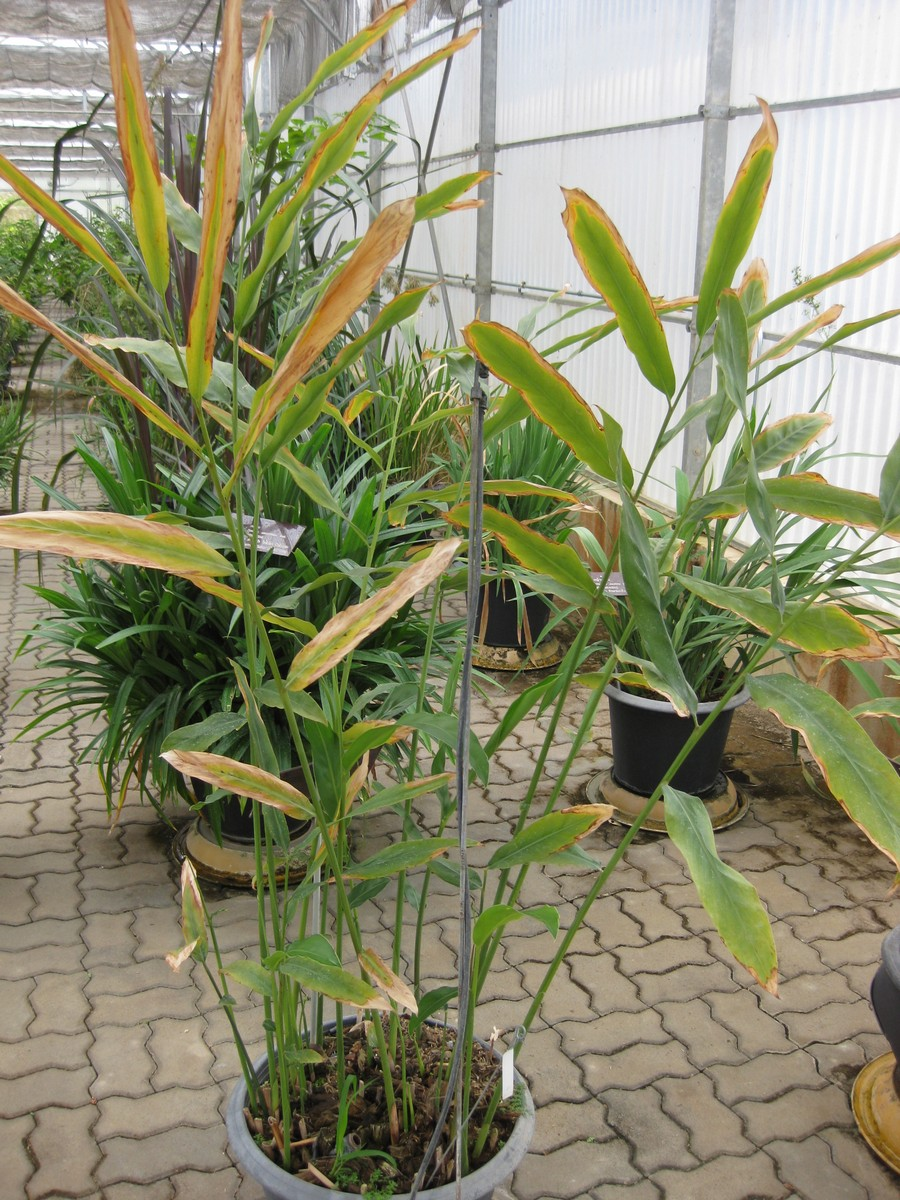
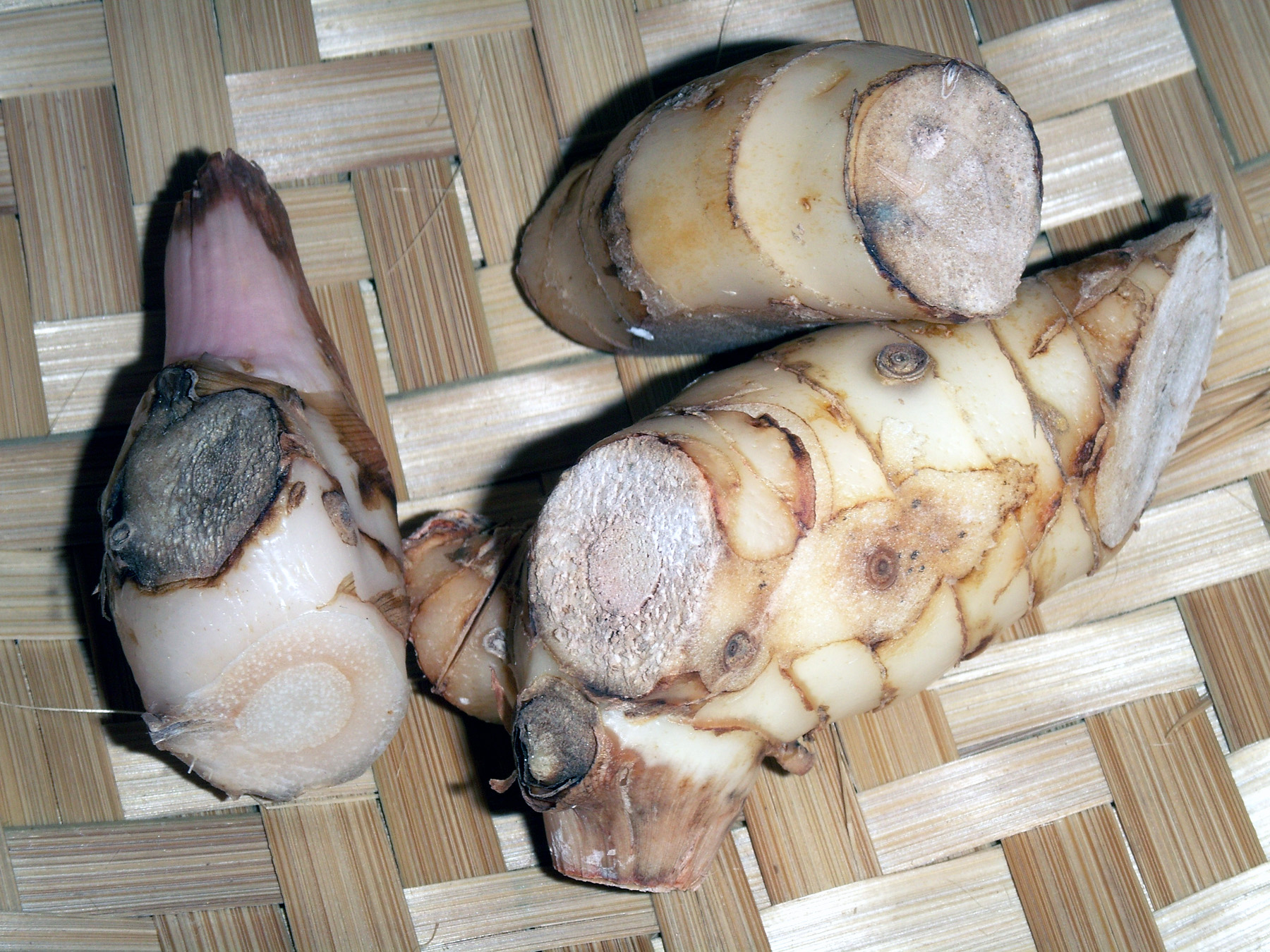